# This Place is Death
"This Place is Death" (titulado "Este lugar es la muerte" en España y "La muerte está aquí" en Latinoamérica) es el quinto episodio de la quinta temporada de la serie de televisión Lost, de la cadena ABC. Fue emitido originalmente el 11 de febrero de 2009 en Estados Unidos y Canadá, consiguiendo una audiencia media de 11,862 millones de espectadores. Edward Kitsis y Adam Horowitz fueron los encargados de elaborar el guion, mientras que Paul Edwards se ocupó de la dirección del episodio.
John Locke asume la responsabilidad de detener los saltos en el tiempo que están sufriendo él y el resto de supervivientes en la isla, mientras que Jin-Soo Kwon es rescatado por el equipo científico que llegó a la isla con Danielle Rousseau. En 2007, Benjamin Linus se encuentra con un nuevo obstáculo en su intento de reunir a los Seis de Oceanic para llevarles de regreso a la isla.

## Trama
A finales de 2007, Sun se dirige con una pistola a matar a Ben cuando éste está discutiendo en la calle con Kate, Jack y Sayid. Sin embargo, Ben revela que Jin está vivo, en la isla. Sun, con muchas dudas, acepta concertar una cita con Ben y Jack para ver las supuestas pruebas de supervivencia de Jin que Ben dice tener. Luego van a una iglesia, donde Ben le muestra a Sun la alianza de matrimonio de Jin, la cual fue llevada por Locke. Desmond llega entonces a esa iglesia, buscando a la madre de Daniel Faraday, quien resulta ser la señora Eloise Hawking. Los cuatro van al interior de la iglesia, donde Eloise está desilusionada porque no logró reunir a los Seis del Oceanic.
En la isla, en 1988, Jin y el equipo científico que llegó con Danielle Rousseau van en busca de la torre de radio que está transmitiendo Los Números como si fueran unas coordenadas. Entonces son atacados por el Monstruo de Humo Negro, que mata a Nadine y luego atrapa a Montand, arrastrándolo hasta la entrada del túnel donde el equipo de científicos y Jin tratan de sostenerlo agarrándolo del brazo. Todo el equipo, excepto Danielle, que está embarazada, siguen a Montand dentro del túnel. Otro salto en el tiempo deja a Jin dos meses después y es testigo de como Danielle mata a su amante Robert porque cree que como el resto del equipo, se infectó al entrar en El Templo. En un nuevo salto en el tiempo Jin se encuentra con Sawyer, Locke, Juliet, Miles, Charlotte y Daniel Faraday.
El grupo va camino a la Estación Orquídea, donde Locke cree que logrará salir de la isla para encontrar a los Seis del Oceanic y convencerlos de que deben regresar. Otros saltos en el tiempo causan que Charlotte se enferme tanto que le toca quedarse atrás con Faraday, quien escoge acompañarla. Ella le dice a Locke, al despedirse, que busque en el pozo si no encuentra la Estación Orquídea. Luego Charlotte confiesa a Faraday que ella creció en la isla y que antes de salir de allí, un hombre le advirtió que no regresara jamás o moriría; ella cree que Faraday es ese hombre. Charlotte muere.
El resto del grupo encuentra la Estación Orquídea. Jin le pide a Locke que le cuente a Sun que él murió y le da su anillo como "prueba", porque no desea que ella y su hijo vuelvan a la isla. Cuando descienden al subterráneo, Locke cae y se rompe la pierna, pero logra llegar al cuarto frío donde Ben hizo mover la isla en el episodio "There's No Place Like Home". El fallecido padre de Jack, Christian Shephard, saluda a Locke y le dice que quería que él hubiera movido la isla en lugar de Ben. Locke empuja la rueda y sale de la isla.